# ساحة الأمم المتحدة

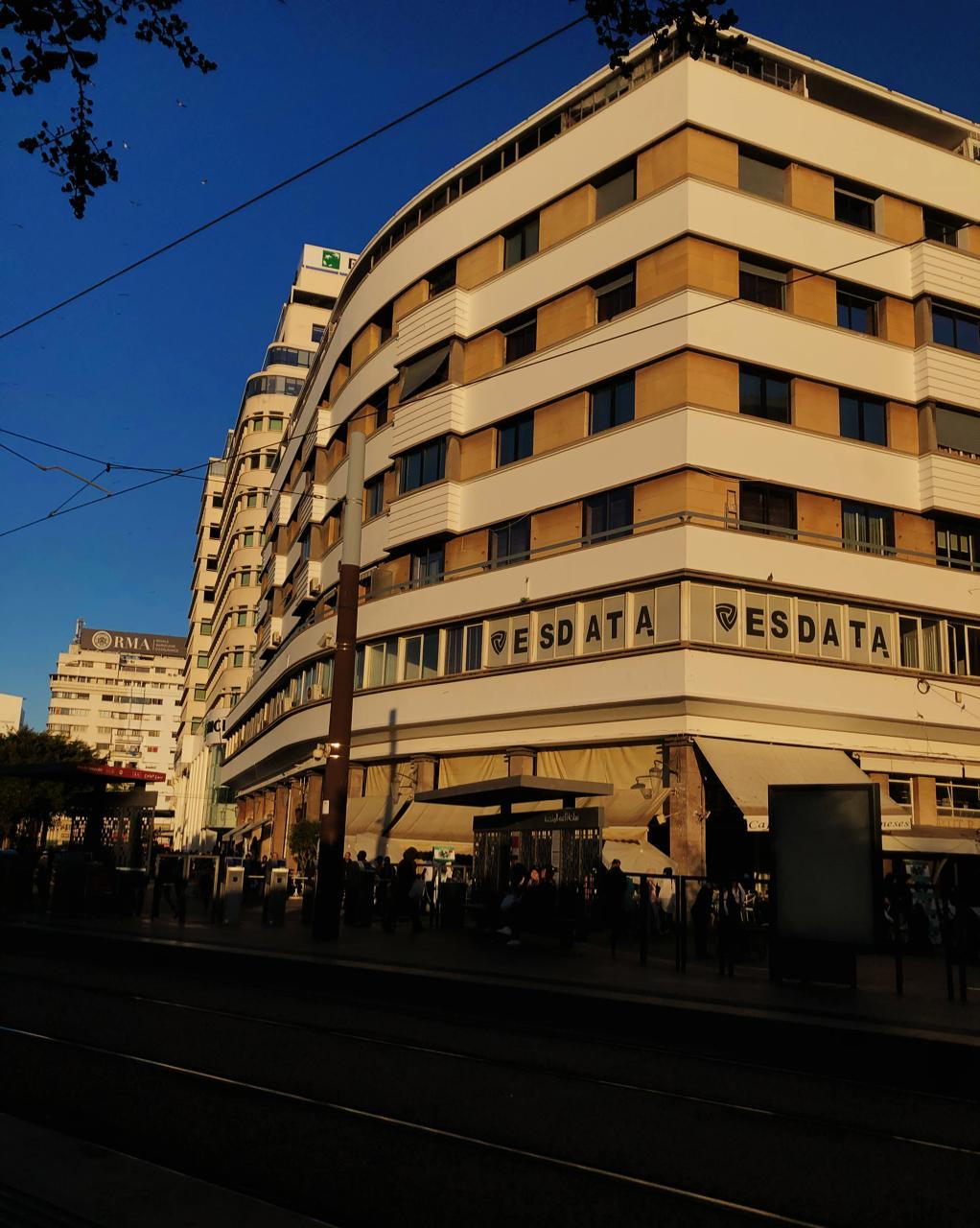
عمارة Sofifrance بساحة الامم المتحدة

ساحة الأمم المتحدة هي ساحة عمومية تقع في وسط مدينة الدار البيضاء المغربية وهي ساحة ذات شأن في تاريخ الدار البيضاء، وتعد من أشهر الأماكن السياحية في مدينة الدارالبيضاء.

## تاريخ
كانت الأرض التي هي ساحة الأمم المتحدة الآن موقعا لسوق كبير خارج أسوار المدينة قبل الاستعمار.
شيد برج الساعة عام 1908 بأمر القائد الفرنسي داسيني (Dessigny) بجانب السور للمدينة القديمة فسميت الساحة «ساحة الساعة» (Place de l'Horloge)، ثم سميت باسم «ساحة فرنسا» (Place de France) مع تطوير المحيط من قبل المهندسين المعماريين الذين كلفهم هوبير ليوطي والإقامة العامة بتخطيط المدينة الأوروبية الجديدة، ومن أبرزهم هنري بروست وميشال أكوشاغ.
صارت الساحة محطة للحوافل، وبنيت الكرة الأرضية التي صممها المعماري جان فرنسوا زيفاكو.
تغيرت الساحة مع إنشاء سكة الترام التي لها محطة مهمة في ساحة الأمم المتحدة.

## بنايات

### عمارة sofifrance
عمارة تم تشييدها من طرف المهندس الفرنسي. تدور بالعمارة في الواجهات الثلاث شرائط طويلة بيضاء تحيط بالمنفرجات المربعة والمعينات بالحجر الأحمر.  تقود الأبهاء الأربعة للمدخل الى 60 شقة عبر سلالم تتصل فيما بينها بممرات.  واذا ما دخل المرء احدها الموجودة تحت الأقواس المفضية للساحة قرب مقهى فرنسا فسيمكنه ان يمتع العين بسلم دائري بتحاطيط ذات بساطة مدهشة 

#### عمارة البنك المغربي للتجارة والصناعة 1947-1950
المهندس المعماري: alexandre courtois
عمارة البنك المغربي للتجارة والصناعة بالدار البيضاء، المعروفة أيضًا باسم "BMCI Tower" تتكون من خمسة عشر طابقا ، تم تصميم المبنى بأسلوب معماري حديث وجريء يعكس روح التجارة والتطور في المغرب في تلك الفترة. تعتبر هذه العمارة واحدة من الرموز المعمارية البارزة في الدار البيضاء وتجذب الكثير من الزوار والمهتمين بالهندسة المعمارية والتاريخ.

## ولوج
يمكن الولوج إلى ساحة الأمم المتحدة من محطة الأمم المتحدة على الخط الأول لطرامواي الدار البيضاء.